# Zemská brána
Přírodní rezervace Zemská brána se nachází v Orlických horách na toku řeky Divoké Orlice na území od hranic s Polskem po Klášterec nad Orlicí. Rezervace byla vyhlášena v roce 1987 a její celková rozloha čítá 88,2 ha, nachází se v nadmořské výšce 570 až 650 metrů.
Předmětem ochrany je především balvanité řečiště Divoké Orlice, která v těchto místech prorazila hřeben Orlických hor a vytvořila hluboce zařízlé údolí nazvané Zemská brána. Na strmých svazích říčního údolí se zde nacházejí zajímavé a horolezecky využívané skalní útvary.
Název je odvozen od skutečnosti, že řeka, po staletí tvořící státní hranici, se právě v tomto místě stáčí do vnitrozemí a její údolí tvoří pomyslnou bránu do země České.

## Fauna a flora
Lesní porosty této přírodní rezervace jsou tvořeny především smrkovými lesy (Picea) s jedlí (Abies) a bukem (Fagus sylvatica).
Nejzachovalejší a nejcennější jsou porosty lemující Divokou Orlici. Zde roste i několik vzácnějších druhů rostlin, například kamzičník rakouský (Doronicum austriacum) a oměj pestrý (Aconitum variegatum). Pro faunu rezervace jsou příznačné především druhy žijící v Divoké Orlicí a v její blízkosti: z ryb je to například vranka obecná (Cottus gobio), z ptáků skorec vodní (Cinclus cinclus). Při přeletu lze vidět čápa černého (Ciconia nigra), který hnízdívá v okolních lesích. Běžně se v lesích vyskytuje liška obecná (Vulpes vulpes), jelen evropský (Cervus elaphus), srnec obecný (Capreolus capreolus) a prase divoké (Sus scrofa) z ptactva pak strakapoud velký (Dendrocopos major) a datel černý (Dryocopus martius). Příležitostně se v místních lesích objeví i mufloni (Ovis aries musimon).

## Kamenný most

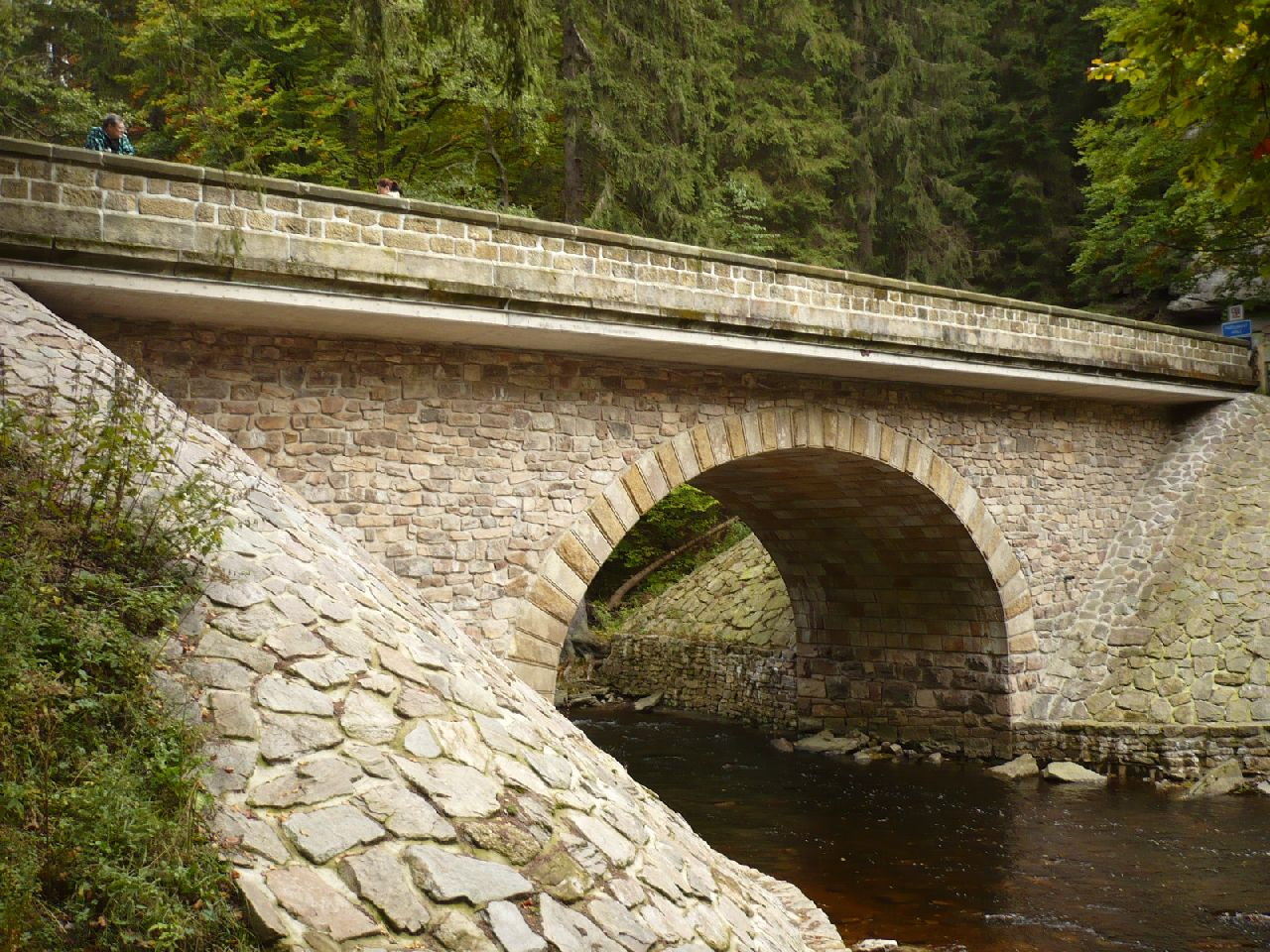
Zemská brána a kamenný most

Kromě přírodních krás je jednou z dominant oblasti i historický kamenný most přes Divokou Orlici. Byl postaven v letech 1900–1903 a na jeho stavbě se podíleli i italští odborníci. Technický stav mostu se však časem zhoršil (vlivem povětrnostních podmínek a zejména povodní). V letech 2004–2005 prošel původní most kompletní rekonstrukcí za 11 milionů Kč, při které byl v horní části rozšířen o chodníky na obou stranách. Pískovcové kameny byly pečlivě rozebrány, uskladněny a použity znovu na obložení mostu tak, aby byla co nejvíce zachována jeho původní podoba. Rovněž i dřevoocelová svodidla navazující na most byla vybrána za účelem co nejméně narušovat přírodní okolí. Tento druh svodidel byl v České republice poprvé použit právě zde. Při přestavbě bylo také rozšířeno přilehlé parkoviště a zlepšen přístup na naučnou stezku po rezervaci.

## Turistika a zajímavosti
Rezervace nabízí výborné možnosti pro turistiku a relaxaci. Podél řeky prochází modrá značená cesta využívající Pašeráckou lávku. Souběžná naučná stezka v několika zastaveních představuje místní zajímavosti. Návštěvníci si mohou kromě vlastní řeky, skal a okolních lesů prohlédnout i prvky předválečného opevnění nebo se zbojnickou legendou spojenou Ledříčkovu skálu. Soutěska pod mostem je zajímavá pro vodáky (krátký úsek dle vodního stavu WW II–III). Horolezci příležitostně (již od 70. let 20. století) využívají k lezení místní, nepříliš vysoké, ale o to převislejší rulové skály .
V okolí lze provozovat i cykloturistiku, přestože úsek mezi kamenným mostem a Pašeráckou lávkou je po levém břehu na kole nesjízdný.

## Fotogalerie

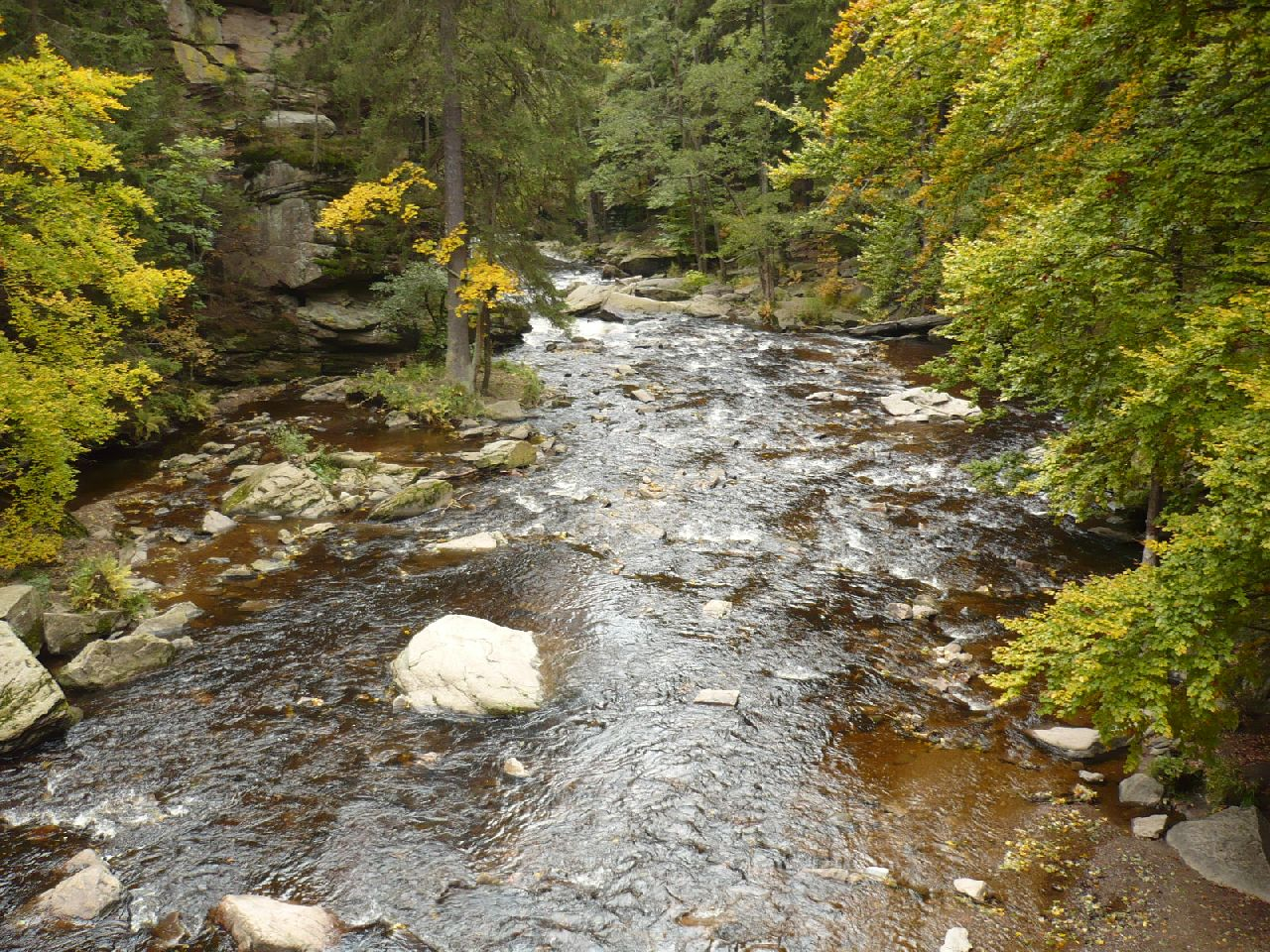
Zemská brána z mostu
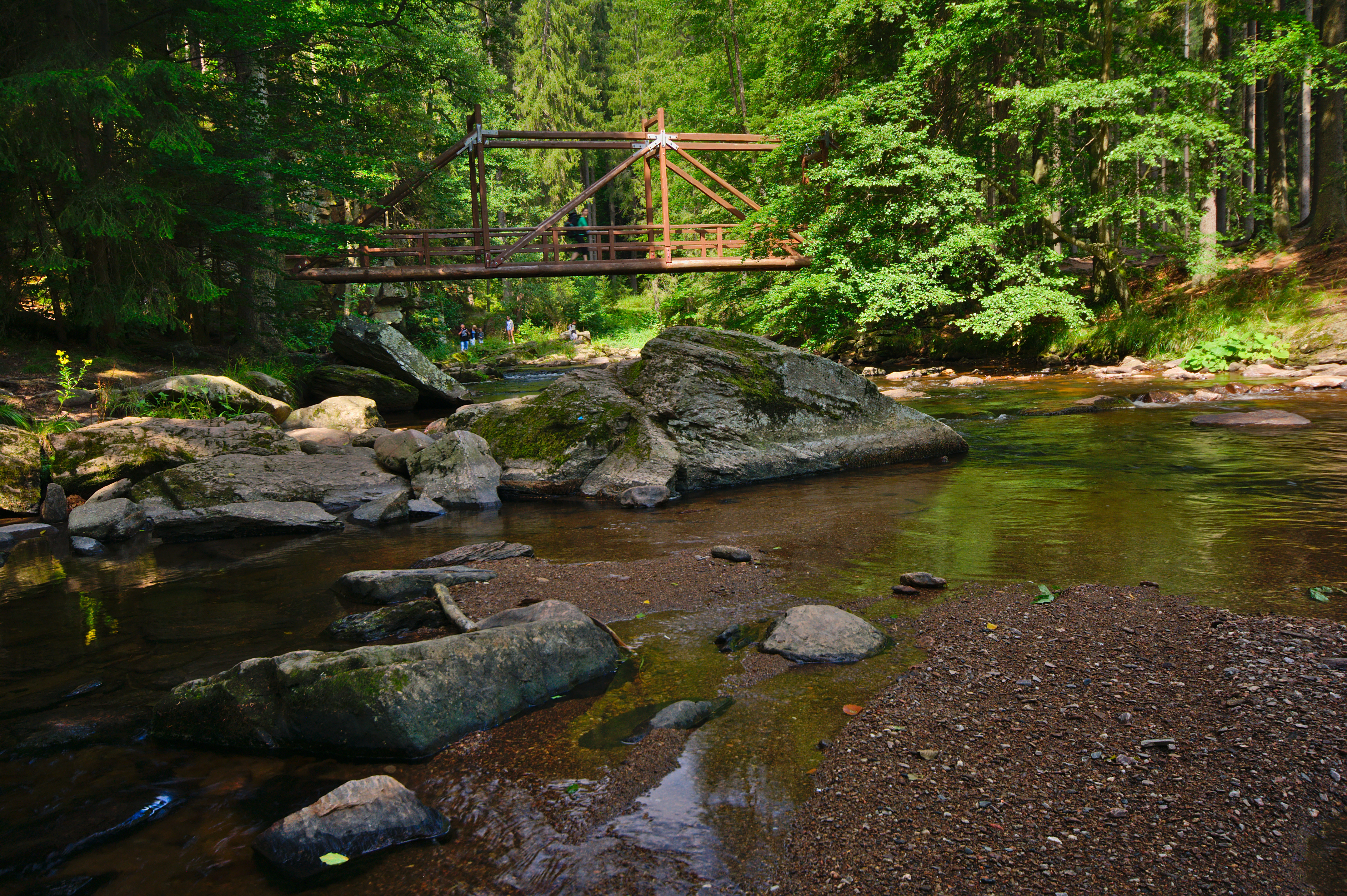
Pašerácká lávka
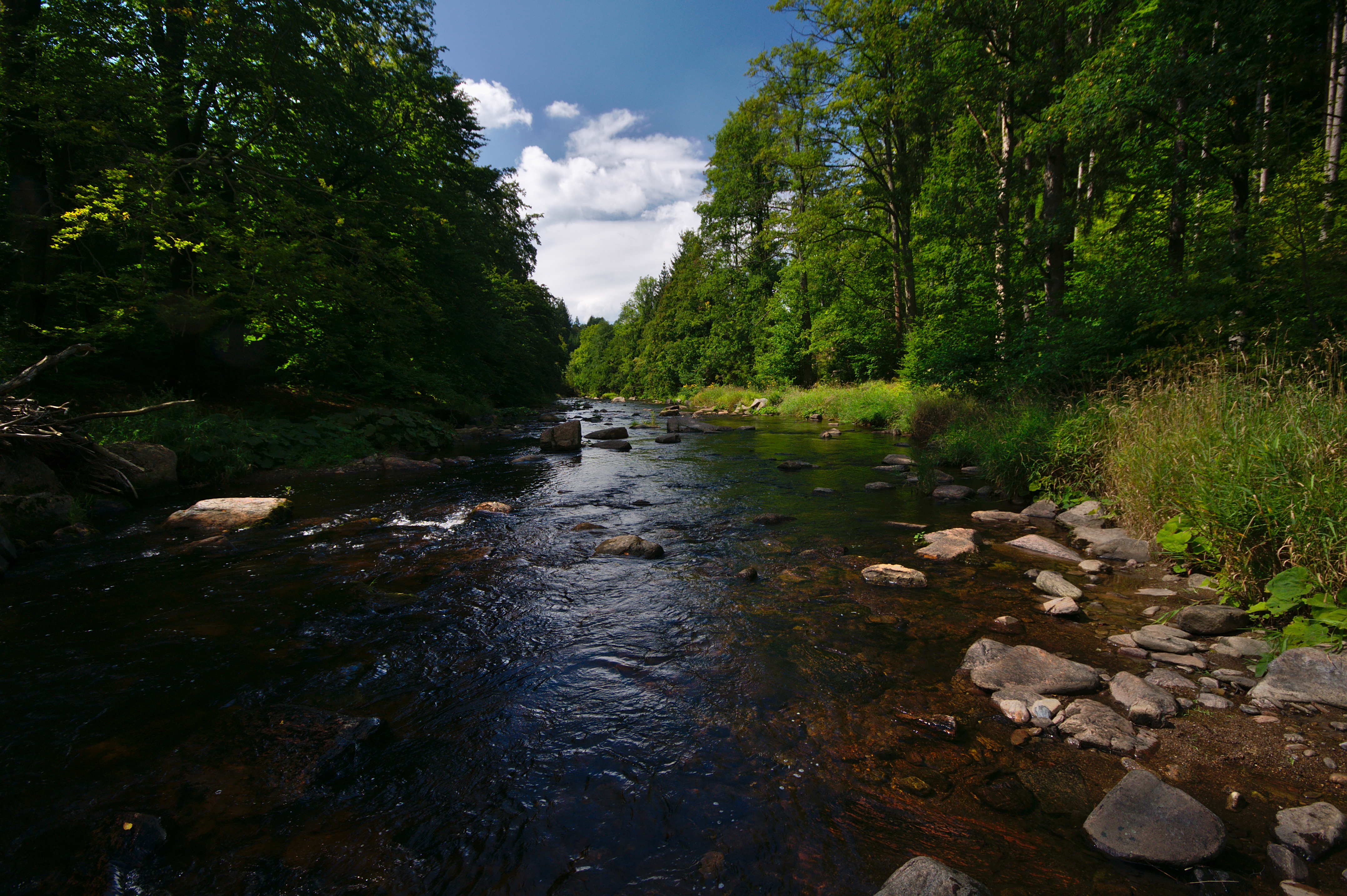
Jižní okraj PR
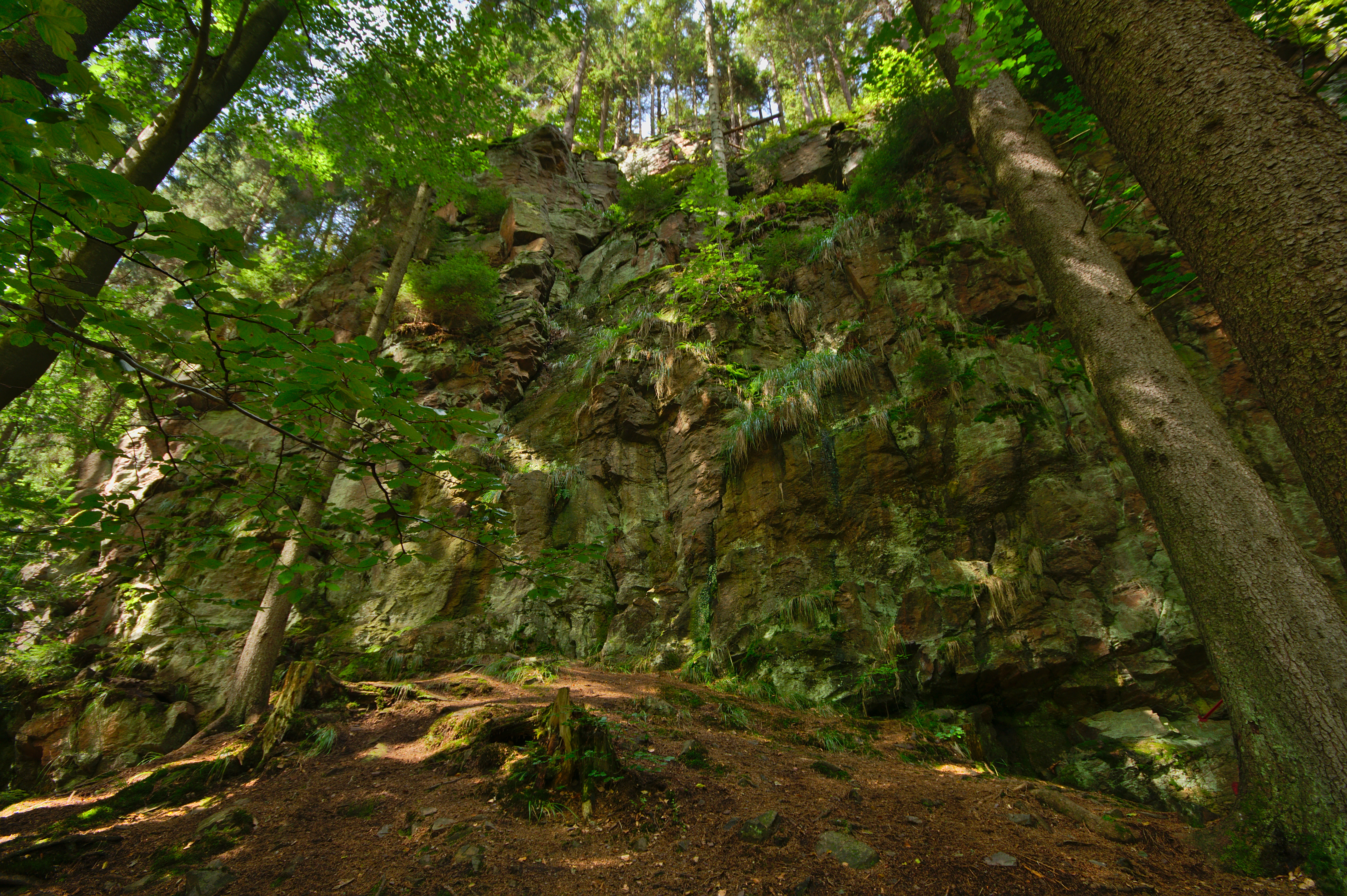
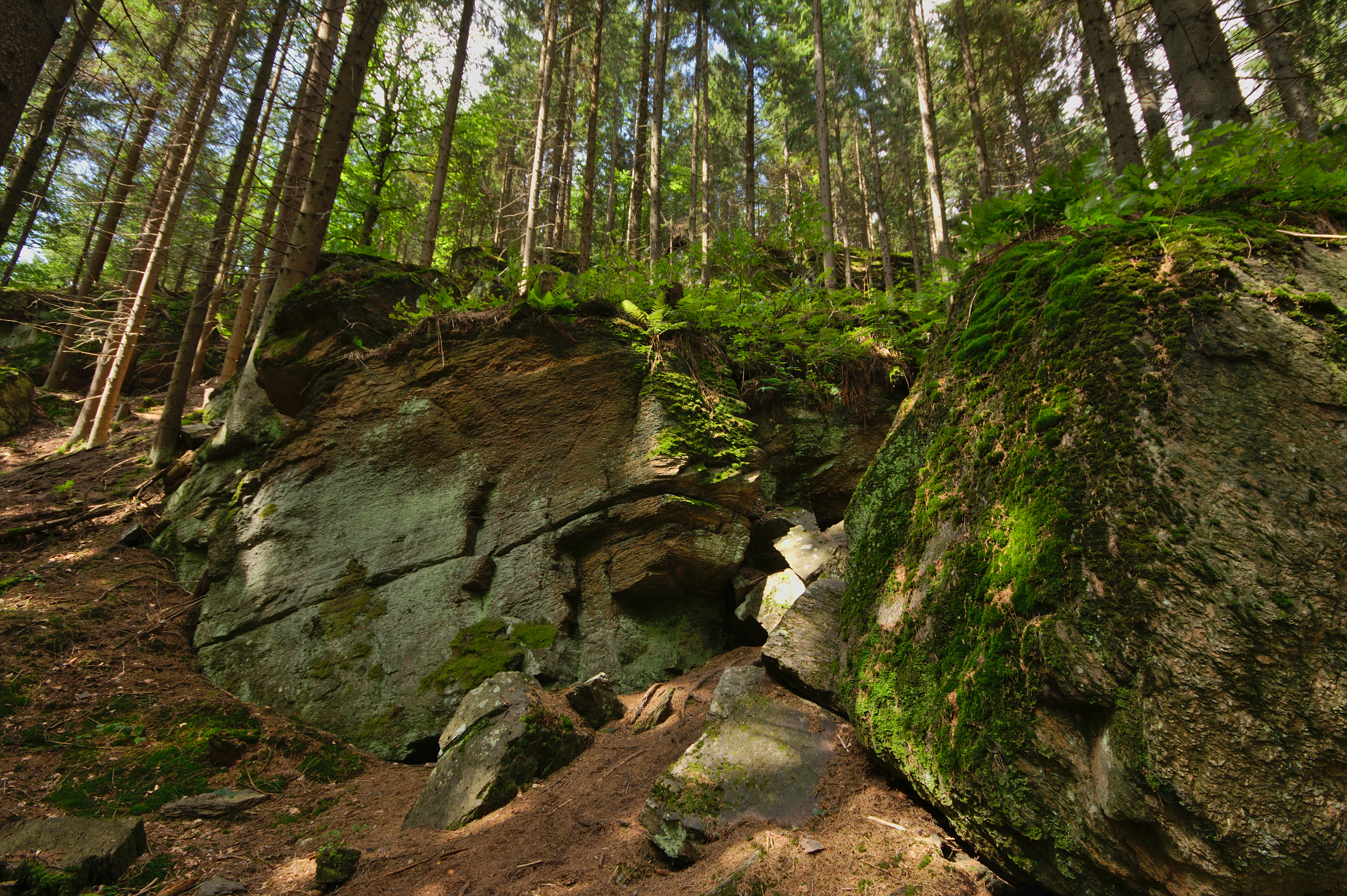
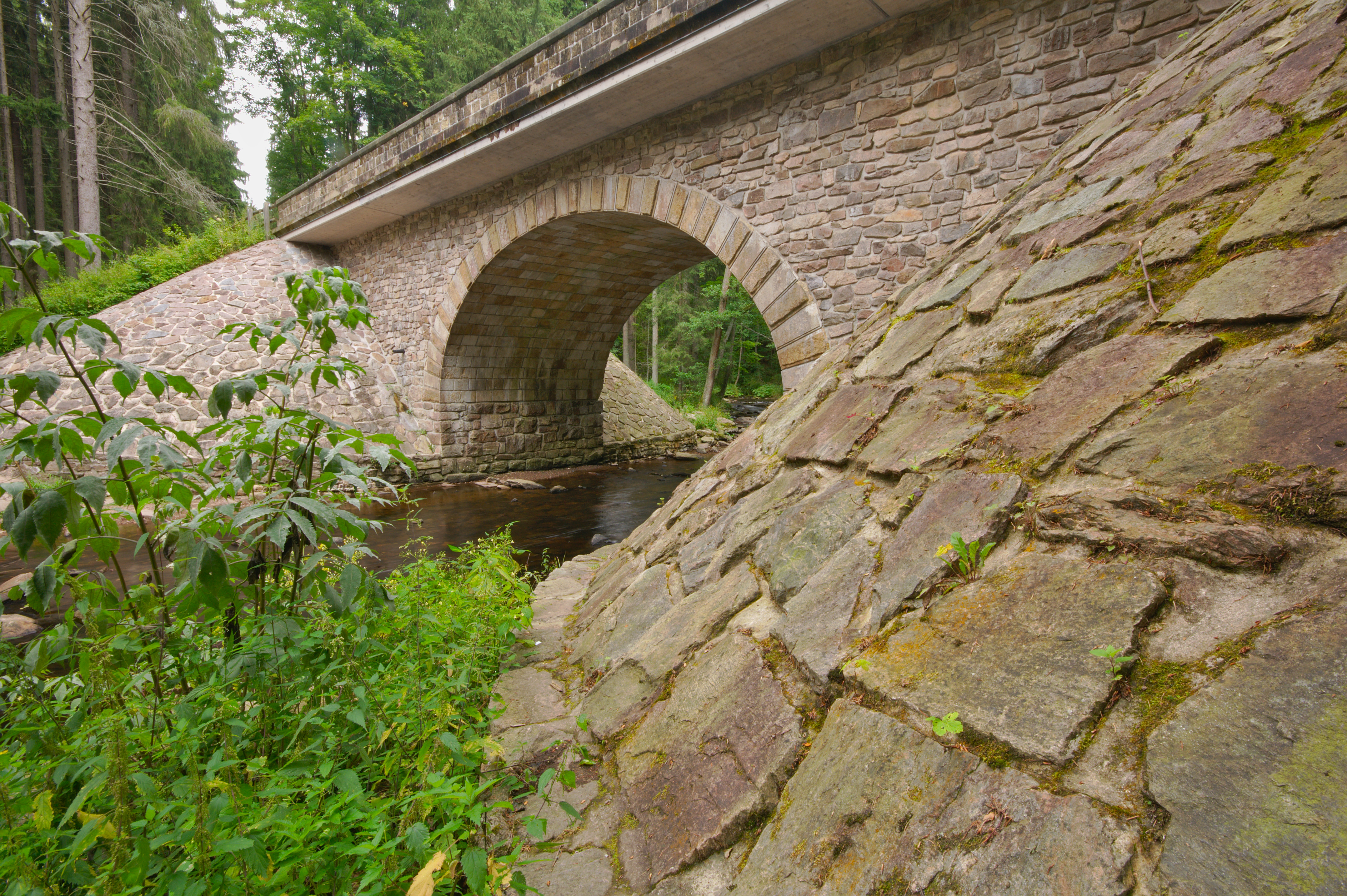